# 多田淳之介
多田淳之介（ただ じゅんのすけ、1976年9月8日 - ）は、日本の演劇作家、演出家、俳優。東京デスロック主宰。千葉県柏市出身。青年団リンク二騎の会を宮森さつきと共同主宰。富士見市民文化会館キラリ☆ふじみ第3代芸術監督（2010年4月〜）。

## 経歴
- 千葉県立東葛飾高等学校卒業。日本大学芸術学部中退後、劇団「シルクハットギャラリー」や、「pierr旅団」を経て、1999年に劇団「動物電気」に入団（その後2006年まで所属）。2001年に夏目慎也らと劇団「東京デスロック」を旗揚げ。主宰として全作品の作・演出を務める。
- 2003年からは青年団の演出部に所属し、劇作家、演出家として活動している。
- 2003年 - 東京デスロック第三回公演『忍法』で王子小劇場佐藤佐吉賞優秀演出賞受賞。
- 2004年 - 日本インターネット演劇大賞優秀新人男優賞受賞。
- 2008年 - 埼玉県富士見市民文化会館キラリ☆ふじみが主催するキラリ☆ふじみで創る芝居『大恋愛〜三人の演出家によるロミオとジュリエット〜』の演出家に選出される。
- 2008年 - 韓国アジア演出家展に招聘。現地韓国人俳優とロミオとジュリエットを上演。
- 2008年 - 東京デスロックが第15回ガーディアンガーデン演劇フェスティバル出場団体に選出される。
- 2008年 - こまばアゴラ劇場にて開催されたこまばアゴラ劇場国際演劇月間-キスは何回?-フェスティバルのフェスティバルディレクター就任。
- 2008年12月31日 - 23時より三好十郎作「その人を知らず」を年越し上演し、日本演劇史上初めて、上演中に戯曲の著作権保護期間が切れる。
- 2009年 - 韓国アジア公演芸術祭に東京デスロックが招聘。
- 2009年12月15日 - 青年団の石橋亜希子と入籍したことをTwitter及び本人のブログで報告した。
- 2010年4月 - 富士見市民文化会館キラリ☆ふじみ芸術監督就任。
- 2011年5月 - フランスジュヌビリエ国立演劇センターFestivalTJCCに東京デスロックが招聘。
- 2013年　韓国東亜日報が主催する第50回東亜演劇賞にて演出賞を外国人として初受賞。受賞作品『가모메 カルメギ』は作品賞、舞台技術・美術賞も同時受賞。

## 人物
「演劇LOVE」を合い言葉に演劇を幸せにする事を宿志として活動を続ける。平田オリザの提唱する「静かな演劇」以降の次世代の演劇人として注目を集めている。演出家同士として、関美能留（劇団三条会主宰）や、同じく青年団に所属する松井周（劇団サンプル主宰）、岩井秀人（劇団ハイバイ主宰）と親交が深い。2009年1月より東京デスロックは東京公演休止を宣言、埼玉県富士見市民文化会館キラリ☆ふじみのレジデントカンパニー「キラリンク☆カンパニー」として活動（2011年3月にレジデント終了）。2010年4月より、キラリ☆ふじみ3代目芸術監督に就任。公共文化施設の芸術監督（演劇部門）としては国内歴代最年少での就任。

## 作風
東京デスロック旗揚げ当初から、演劇の枠組みを揶揄するかのような作風であったが、2006年よりスタートした「演劇を見直す演劇シリーズ」に於いて、役柄を全く固定しない作品（『3人いる!』）、全編造語による作品（『別』）、全く同じストーリーを繰り返し続ける作品（『再生』）を立て続けに発表し、実験演劇の様相を強める（本人は実験的であることは否定し続けている）。2007年よりスタートした「unlockシリーズ」では、演劇の最大の魅力を「目の前に俳優がいること」にフォーカスし、俳優の身体的な「疲れ」を前面に押し出す作風に。2008年以降はシェイクスピア作品を手がけることが多く、ロミオとジュリエットでは「だるまさんがころんだ」を、マクベスでは「椅子取りゲーム」を中心に構成するなど、大胆な解釈で演出を手がける。

## 主な出演

### 映画
- SP THE MOTION PICTURE 革命編（2011年3月12日） - 掃除屋　ジョン役

### テレビドラマ
- 劇団演技者。（フジテレビ） 「ナーバスな虫々」
- SP 警視庁警備部警護課第四係（フジテレビ） 第4〜7話 - ジョン役

### 舞台
- ポツドール「ANIMAL」
- 三条会「いやむしろ忘れて草」